# Democratització del coneixement
La democratització del coneixement consisteix en l'adquisició i difusió del coneixement per part de les persones corrents i no només per part de les elits privilegiades com, per exemple, sacerdots o acadèmics.

## Història
La impremta fou un dels primers passos que conduïren a la democratització del coneixement.
Durant la Revolució Industrial, al segle xviii, es crearen biblioteques per a miners en alguns llogarrets escocesos, com per exemple a Leadhills (1741) i Wanlockhead (1756).

### Era digital
La democratització de la tecnologia ha tingut un paper molt important en la democratització del coneixement. El cofundador de la Viquipèdia, Larry Sanger, postula en un article que «ja no calen professionals pel simple propòsit de la distribució massiva d'informació i la formació d'opinió».
En l'actualitat, la Viquipèdia s'ha convertit en una eina de referència en la qual les seves entrades poden ser editades i actualitzades per qualsevol persona en qualsevol moment. Aquest fenomen –producte de l'era digital– ha contribuït a la democratització del coneixement en l'era postmoderna, amb 400 milions de visitants a tot el món i disponible en més de 270 llengües.

## Coneixement científic
El lloc web eBird ha estat descrit com un exemple de democratització del coneixement científic, ja que proposa que amateurs recullin dades sobre la biodiversitat perquè puguin ser usades per científics.